# CELA2B
CELA2B (англ. Chymotrypsin like elastase family member 2B) – білок, який кодується однойменним геном, розташованим у людей на короткому плечі 1-ї хромосоми.  Довжина поліпептидного ланцюга білка становить 269 амінокислот, а молекулярна маса — 28 810.
| 10         |  | 20         |  | 30         |  | 40         |  | 50         |
| ---------- |  | ---------- |  | ---------- |  | ---------- |  | ---------- |
| MIRTLLLSTL |  | VAGALSCGVS |  | TYAPDMSRML |  | GGEEARPNSW |  | PWQVSLQYSS |
| NGQWYHTCGG |  | SLIANSWVLT |  | AAHCISSSGI |  | YRVMLGQHNL |  | YVAESGSLAV |
| SVSKIVVHKD |  | WNSDQVSKGN |  | DIALLKLANP |  | VSLTDKIQLA |  | CLPPAGTILP |
| NNYPCYVTGW |  | GRLQTNGALP |  | DDLKQGQLLV |  | VDYATCSSSG |  | WWGSTVKTNM |
| ICAGGDGVIC |  | TCNGDSGGPL |  | NCQASDGRWE |  | VHGIGSLTSV |  | LGCNYYYKPS |
| IFTRVSNYND |  | WINSVIANN  |  |            |  |            |  |            |

A: Аланін

C: Цистеїн

D: Аспарагінова кислота

E: Глутамінова кислота

F: Фенілаланін

G: Гліцин

H: Гістидин

I: Ізолейцин

K: Лізин

L: Лейцин

M: Метіонін

N: Аспарагін

P: Пролін

Q: Глутамін

R: Аргінін

S: Серин

T: Треонін

V: Валін

W: Триптофан

Кодований геном білок за функціями належить до гідролаз, протеаз, серинових протеаз. 
Задіяний у такому біологічному процесі як поліморфізм. 
Секретований назовні.